# Eòrdia
Eòrdia (en llatí Eordaea o Eordaia, en grec antic Ἐορδία o Ἐορδαία) era un districte de l'alta Macedònia.
Inicialment governat per prínceps locals va ser sotmesa pels reis temènides de Macedònia. Els habitants, els eordis, en van ser expulsats però el país va conservar el seu nom, segons diu Tucídides. Polibi diu que la via Egnàcia passava per Eòrdia, procedent de Lincèstida en direcció a Edessa, i Titus Livi descriu la marxa de Perseu de Macedònia cap a la baixa Macedònia i Elimea explicant que va passar per Eòrdia.
S'estenia des de la part oest del mont Bermios (Bermius) cap al nord fins a Ostrovo i Katranitza, Saríghioli, i les planes de Djuma Budja i Kariánni al sud fins a les muntanyes prop de Kózani. La principal ciutat era Fisca (Φύσκα), i Tucídides diu que encara hi vivien alguns eordis que s'havien refugiat allà quan els temènides van expulsar els habitants de la regió. Unes altres dues ciutat pertanyien al districte: Begorra i Galadres, que sembla que encara tenien els antics pobladors eordis entre els seus habitants. Begorra es va dir segurament més tard Eordaea, per la seva privilegiada situació, segons diu el geògraf Hièrocles.